# Salvadoraans militair ordinariaat
Het Salvadoraans militair ordinariaat (Spaans: Obispado Castrense en El Salvador) is een militair ordinariaat van de Rooms-Katholieke Kerk met het hoofdkwartier in San Salvador, de hoofdstad van El Salvador. Het ordinariaat is verantwoordelijk voor de zielzorg van de tot de Rooms-Katholieke Kerk behorende militairen van de Salvadoraanse strijdkrachten en hun families. Het ordinariaat staat als immediatum onder rechtstreeks gezag van de Heilige Stoel. 

## Geschiedenis
Het ordinariaat werd op 25 maart 1968 opgericht, door paus Paulus VI, als militair vicariaat. Het ordinariaat werd op 21 juli 1986 door paus Johannes Paulus II met de apostolische constitutie Spirituali militum curae verheven tot militair bisdom.

## Organisatie
In 2021 telde het ordinariaat 37 parochies, die werden bediend door 39 priesters.

## Militair bisschop
- José Eduardo Alvarez Ramírez (militair vicaris: 4 november 1968, militair bisschop: 21 juli 1986 - 7 maart 1987; titulair bisschop van Tabunia en sinds 1969 bisschop van San Miguel)
- Roberto Joaquín Ramos Umaña (7 maart 1987 - 25 juni 1993; titulair bisschop van Sebarga)
  - Fernando Sáenz Lacalle (apostolisch administrator: 3 juli 1993 - 19 juni 1997)
  - Luis Morao Andreazza (apostolisch administrator: 19 juni 1997 - 12 november 2003)
- Fabio Reynaldo Colindres Abarca (2 februari 2008 - 7 december 2017; apostolisch administrator sinds 12 november 2003 en opnieuw tot 20 februari 2020)
- Reinaldo Sorto Martínez (13 juni 2024 - heden)